# Centro Europeo de Excelencia para la Lucha contra las Amenazas Híbridas
El Centro Europeo de Excelencia para la Lucha contra las Amenazas Híbridas (Hybrid CoE ; en finés: Euroopan hybridiuhkien torjunnan osaamiskeskus, en inglés: European Centre of Excellence for Countering Hybrid Threats) es un centro internacional e independiente basado en una red de profesionales y expertos con sede en Helsinki. El Hybrid CoE se centra en las respuestas a las amenazas híbridas bajo los auspicios de la Unión Europea (UE) y la OTAN.

## Función
Hybrid CoE se describe como un "do tank" que imparte cursos y ejercicios de formación, organiza talleres para responsables políticos y profesionales y elabora libros blancos sobre amenazas híbridas, como las vulnerabilidades de una red eléctrica o la posible explotación de una legislación redactada de forma imprecisa.

## Historia
El Centro se creó oficialmente en abril de 2017 en virtud de la legislación finlandesa, con un memorando de entendimiento entre ocho Estados europeos y Estados Unidos y en consonancia con las decisiones de la UE y la OTAN. En marzo de 2022, contaba con 22 Estados miembros. El Centro se inauguró en octubre de 2017 y se le asignó un presupuesto de 1,5 millones de euros. Se ubicó por primera vez en el barrio de Sörnäinen, en Helsinki, y en 2018 contaba con una plantilla de quince personas y redes internacionales de expertos que les prestaban apoyo.